# Ultima Online
Ultima Online är ett MMORPG med fantasy-tema, utvecklat av Origin Systems och lanserat 1997. Ultima Online var den första större MMORPG-titeln (bara The Realm och Meridian 59 kan egentligen sägas ha varit före) och kan ta åt sig äran av att ha etablerat många av de lösningar som fortfarande används i industrin. Shards (servrar) är bara en av de termer som etablerades med Ultima Online, "pk" (player killer) är en annan.
När man startar får man göra en avatar som ser ut som man vill och sedan kan man kasta sig in i spelet och möta flera andra spelare.
Ultima Online använder isometrisk 2D och spelinnehållet består av PvE med viktiga inslag av PvP.
Ett halvår efter att spelet lanserats 1997 hade Ultima Online 100 000 betalande prenumeranter.

## Expansioner
- The Second Age (1998)
- Renaissance (2000)
- Third Dawn (2001)
- Lord Blackthorne's Revenge (2002)
- Age of Shadows (2003)
- Samurai Empire (2004)
- Mondains Legacy (2005)
- Kingdom Reborn (2007)
- Stygian Abyss (2009)

Flera projekt med uppföljare till Ultima Online har lagts ned.
Ett viktigt inslag i kulturen omkring Ultima Online är de emulatorer som entusiaster skapat.